# کپینسکی (دهانه)
کپینسکی یک دهانه برخوردی در ماه‌ است.